# Aïn El Kerma
Aïn El Kerma (em árabe: عين الكرمة) é uma comuna localizada na província de Orã, Argélia. De acordo com o censo de 2009, a população total da cidade era de 7 513 habitantes.